# グリッドレイ (DD-92)
|          |                                                             |
| 艦歴     |                                                             |
| 発注     |                                                             |
| 起工     | 1918年4月1日                                                |
| 進水     | 1918年7月4日                                                |
| 就役     | 1919年3月8日                                                |
| 退役     | 1922年6月22日                                               |
| その後   | 1939年4月19日に売却                                         |
| 除籍     | 1937年1月25日                                               |
| 性能諸元 |                                                             |
| 排水量   | 1,060トン                                                   |
| 全長     | 315 ft 5 in (96.14 m)                                       |
| 全幅     | 31 ft 8 in (9.65 m)                                         |
| 吃水     | 9 ft 2 in (2.79 m)                                          |
| 機関     | 蒸気タービン方式（24,610hp） （ボイラー×4基＋タービン×2基） |
| 最大速   | 35ノット (65 km/h)                                          |
| 乗員     | 士官、兵員100名                                             |
| 兵装     | 4インチ砲4門 21インチ魚雷発射管12門                         |

グリッドレイ (USS Gridley, DD-92) は、アメリカ海軍の駆逐艦。ウィックス級駆逐艦の1隻。艦名はジョージ・デューイ提督の旗艦「オリンピア」(USS Olympia, C-6) の艦長であったチャールズ・グリッドレイに因む。

## 艦歴
グリッドレイは1918年4月1日にカリフォルニア州サンフランシスコのユニオン鉄工所で起工する。1918年7月4日にフランシス・P・トーマス（グリッドレイ大佐の娘）によって進水し、1919年3月8日に艦長フランク・J・フレッチャー中佐の指揮下就役する。
メア・アイランド海軍造船所での艤装の後、グリッドレイは1919年3月24日にサンディエゴを出航し、パナマ運河を通過、駆逐艦隊に合流してキューバ海域での艦隊訓練に従事した。その後バージニア州ノーフォークで修理を受け、1919年4月26日にニューヨークに向かった。グリッドレイの最初の配備は海軍の水上機による大西洋横断飛行支援で、航路沿いに展開した。グリッドレイは僚艦と共に煙と炎による信号で水上機を誘導した。NC-4機は水上艦の助けを得、1919年5月17日に濃霧の中アゾレス諸島に着陸した。続いて濃霧で着陸を余儀なくされたNC-1機の探索に参加、その後はNC-4の歴史的な飛行の最後の行程で護衛艦任務に従事した。
グリッドレイは5月31日にフランスのブレストに到着した。続く2ヶ月間、地中海の様々な港に親善訪問を行う。7月31日にニューヨークに帰還し、その後ニューハンプシャー州ポーツマス沖で活動した。グリッドレイは1920年9月2日にサウスカロライナ州チャールストンで海兵隊のジョン・A・レジューン少将とスメドリー・バトラー准将を乗せ、カリブ海の基地および部隊の視察に向かった。その中にはキューバ、ハイチ、ドミニカ共和国も含まれた。二人の将軍は9月27日に下艦した。
続く数年間にわたってグリッドレイは海軍予備役部隊の士官と兵員の訓練を担当し、チャールストン、ニューポート、ニューヨーク、およびフィラデルフィアで活動した。グリッドレイは1922年6月22日にフィラデルフィアで退役し、予備役状態で保管された後1937年1月25日に除籍された。グリッドレイは1939年4月19日にスクラップとして売却された。

## 参照
- この記事はアメリカ合衆国政府の著作物であるDictionary of American Naval Fighting Shipsに由来する文章を含んでいます。 記事はここで閲覧できます。